# 半單模
在模論中，一個環 {\displaystyle A} 上的左模 {\displaystyle M} 若可表為單模的直和，便稱 {\displaystyle M} 為半單模。
本條目中的環皆有乘法單位元素 {\displaystyle 1}。對於右模，相應的陳述依然成立。

## 等價定義
以下陳述彼此等價：
- {\displaystyle M} 是單模的和。
- {\displaystyle M} 是其單子模的和。
- 對每個子模 {\displaystyle N\subset M}，存在子模 {\displaystyle N'\subset M} 使得 {\displaystyle M=N\oplus N'}。

## 性質
- 若 {\displaystyle M} 是半單模，則其子模與商模亦然。
- 若 {\displaystyle M_{i}} 是半單模，則 {\displaystyle \bigoplus _{i}M_{i}} 亦然。

## 半單環
藉由環的乘法運算，每個環 {\displaystyle A} 都可視為左（或右） {\displaystyle A}-模。若 {\displaystyle A} 是半單 {\displaystyle A}-模，則稱 {\displaystyle A} 為半單環。可以證明：環 {\displaystyle A} 是半單左模若且唯若它是半單右模。半單環必然兼為諾特環與阿廷環。
半單環的角色之一，在於半單環 {\displaystyle A} 上的模都是半單模，而且任何單左模都可嵌入 {\displaystyle A} 中，成為其極小左理想。這遂大大便利了對 {\displaystyle A}-模結構的研究。
對於非交換環，單環未必是半單環，儘管術語上引人如此聯想。

## 例子
- 若 {\displaystyle k} 為域、{\displaystyle G} 為 {\displaystyle n} 階有限群，則群代數 {\displaystyle k[G]} 半單的充要條件是 {\displaystyle k} 的特徵不整除 {\displaystyle n}。此結果是有限群表示理論的基石。
- Artin-Wedderburn 定理給出了半單環的結構：一個環 {\displaystyle A} 半單若且唯若它同構於 {\displaystyle M_{n_{1}}(D_{1})\times \cdots M_{n_{r}}(D_{r})}，其中每個 {\displaystyle D_{i}} 皆為除環、{\displaystyle M_{n_{i}}(D_{i})} 表示 {\displaystyle D_{i}} 上的 {\displaystyle n_{i}\times n_{i}} 矩陣代數。
- 設 {\displaystyle V} 為域 {\displaystyle k} 上之有限維向量空間，{\displaystyle A\in \mathrm {End} (V)}。則 {\displaystyle V} 是多項式環 {\displaystyle k[X]} 上的左模，結構由 {\displaystyle f(X)\cdot v:=f(A)v} 給出。此時 {\displaystyle V} 半單的充要條件是 {\displaystyle A} 在代數閉包 {\displaystyle {\bar {k}}} 上可對角化。

## 文獻
- N. Bourbaki, Algèbre commutative (1983) Chapitre, VIII et IX, Masson.
- R.S. Pierce. Associative Algebras. Graduate Texts in Mathematics vol 88.
- T.Y. Lam. A First Course in Non-commutative Rings. Graduate Texts in Mathematics vol 131.